# Sistema Global de Socorro e Segurança Marítima
O Sistema Global de Socorro e Segurança Marítima (em inglês: Global Maritime Distress and Safety System (GMDSS)) é um sistema mundial para comunicação automatizada de sinais de emergência para navios no mar desenvolvido pela Organização Marítima Internacional (IMO - sigla em inglês) das Nações Unidas como parte da Safety of Life at Sea - SOLAS.
É um conjunto de procedimentos de segurança, tipos de equipamentos e protocolos de comunicação usados para operações de segurança e resgate de navios, barcos e aeronaves em perigo. É complementar à Convenção Internacional sobre Busca e Salvamento Marítimo (ICMSaR - sigla em inglês) adotada em 1979 e fornece base para a comunicação.
O GMDSS consiste em vários sistemas que se destinam a desempenhar as seguintes funções: alerta (incluindo determinação da posição do navio em perigo) navios nas proximidades e autoridades em terra, coordenação de busca e salvamento, localização (homing), segurança marítima transmissões de informações, comunicações gerais e comunicações ponte a ponte. Os requisitos específicos de transporte de rádio dependem da área de operação do navio, e não de sua tonelagem. O sistema também fornece meios redundantes de alerta de socorro e fontes de energia de emergência.
As embarcações de recreio não precisam cumprir os requisitos de transporte de rádio GMDSS, mas usarão cada vez mais os rádios VHF marítimos de Digital selective calling (DSC). Embarcações offshore podem optar por se equipar ainda mais. Os navios com arqueação bruta (GT - sigla em inglês) inferior a 300 não estão sujeitos aos requisitos GMDSS.

## História
Desde a invenção do rádio no final do século 19, os navios no mar contam com o código Morse, inventado por Samuel Morse e usado pela primeira vez em 1844, para telecomunicações de socorro e segurança. A necessidade de estações de rádio de navios e costas terem e usarem equipamentos de radiotelégrafo, e de ouvir uma frequência de rádio comum para chamadas de socorro codificadas em Morse, foi reconhecida após o naufrágio do transatlântico RMS Titanic no Atlântico Norte em 1912. O Congresso dos EUA promulgou legislação logo depois, exigindo que os navios dos EUA usassem equipamentos de radiotelégrafo de código Morse para chamadas de socorro. A União Internacional de Telecomunicações (UIT), agora uma agência das Nações Unidas, seguiu o exemplo dos navios de todas as nações. O pedido de socorro codificado por Morse salvou milhares de vidas desde sua criação há quase um século, mas seu uso requer operadores de rádio qualificados que passam muitas horas ouvindo a frequência de socorro de rádio. Seu alcance diurno na faixa de socorro de média frequência (MF) (500 kHz) é limitado, e a quantidade de tráfego que os sinais Morse podem transportar também é limitada.
Nem todas as comunicações de rádio navio-terra eram de curto alcance. Algumas estações de rádio forneciam serviços de radiotelefonia de longo alcance, como telegramas de rádio e chamadas de rádio telex, nas bandas HF (3-30 MHz), permitindo comunicações mundiais com navios. Por exemplo, a Portishead Radio, que era a estação de radiotelefonia mais movimentada do mundo, fornecia serviços de longo alcance de HF.  Em 1974, tinha 154 operadores de rádio que lidavam com mais de 20 milhões de palavras por ano.  Essas grandes estações de radiotelefonia empregavam um grande número de pessoas e eram caras para operar. No final da década de 1980, os serviços de satélite começaram a ocupar uma fatia cada vez maior do mercado de comunicações navio-terra.
Por essas razões, a Organização Marítima Internacional (IMO), uma agência das Nações Unidas especializada em segurança da navegação e prevenção de navios que poluam os mares, começou a procurar maneiras de melhorar o socorro marítimo e as comunicações de segurança. Em 1979, um grupo de especialistas elaborou o ICMSaR, que pedia o desenvolvimento de um plano global de busca e salvamento. Este grupo também aprovou uma resolução pedindo o desenvolvimento pela OMI de um Sistema Global de Socorro e Segurança Marítima (GMDSS) para fornecer o apoio de comunicação necessário para implementar o plano de busca e salvamento. Este novo sistema, que as nações marítimas do mundo estão implementando, é baseado em uma combinação de serviços de satélite e rádio terrestre, e mudou as comunicações internacionais de socorro de serem principalmente baseadas em navio para navio para navio (Centro de Coordenação de Resgate). Ele significou o fim das comunicações de código Morse para todos, exceto alguns usuários, como operadores de rádio amador. O GMDSS prevê a emissão automática de alertas de socorro e a localização nos casos em que um operador de rádio não tem tempo para enviar uma chamada SOS ou MAYDAY e, pela primeira vez, exige que os navios recebam transmissões de informações de segurança marítima que possam evitar a ocorrência de uma catástrofe. Em 1988, a OMI alterou a Convenção para a Salvaguarda da Vida Humana no Mar (SOLAS) exigindo que os navios a ela sujeitos adaptassem equipamento GMDSS. Tais navios foram obrigados a transportar NAVTEX e EPIRBs satélite até 1 de agosto de 1993, e tiveram que caber todos os outros equipamentos GMDSS até 1 de fevereiro de 1999. Os navios dos EUA foram autorizados a instalar GMDSS em vez de equipamentos de telegrafia Morse pela Lei de Telecomunicações de 1996.